# Apostelkind
Het boek Apostelkind is een op onder meer autobiografische gegevens gebaseerde studie uit 2020 naar het Apostolisch Genootschap door politicoloog Renske Doorenspleet (1973).
De auteur was tot 1998 lid van het genootschap. Ze beschrijft kort de geschiedenis en met name cultuur van het Apostolisch Genootschap destijds in een poging te begrijpen wat opgroeien binnen het genootschap voor haar betekende.

## Inhoud
In het boek wordt kort de ontstaansgeschiedenis van de apostolische beweging beschreven, maar het richt zich vooral op de “Hersteld Apostolische Zendinggemeente in de Eenheid der Apostelen” (HAZEA) sinds 1946. Na een kerkscheuring is in 1951 het Apostolisch Genootschap hierop ontstaan.
De auteur combineerde archief- en bronnenonderzoek met persoonlijke herinneringen, en heeft met name kritiek op de centrale positie van de apostel. Ook het besloten karakter en de rigide voorschriften van het genootschap komen voor het voetlicht. Tot in de jaren 1990 was de structuur van het genootschap autoritair en gesloten. Doorenspleet beschrijft het genootschap als een nieuwe religieuze beweging, al komt het voor sommige recensenten over als een sekte.

## Ontvangst
Apostelkind heeft in de media brede aandacht gekregen. Op basis ervan is een radiorapportage verschenen bij OVT, NPO radio 1. 
 Verder is er in verschillende landelijke media over geschreven.

### Naar aanleiding van het boek
Vele tientallen ex-leden gaven in de media aan zich in het boek te herkennen. Ze noemden hierbij vooral de gesloten, onveilige cultuur en de eis van onvoorwaardelijke overgave aan de apostel waardoor er te weinig ruimte was om een eigen identiteit te ontwikkelen. De landelijk voorganger van het genootschap gaf in reactie aan dat Apostelkind een "gedegen beschrijving" geeft. Ze noemt het "verdrietig" dat mensen beschadigd zijn geraakt ten tijde van apostel Lambertus Slok, maar ze geeft ook aan dat de leden inmiddels de verbinding aangaan met het gedachtegoed van het genootschap, en niet zoals vroeger met de apostel persoonlijk.
Als reactie op de grote media-aandacht organiseerde het Genootschap vanaf mei 2020 dialoogbijeenkomsten met circa 120 (ex-)leden over wat in de reacties op het boek naar voren kwam. Uit het rapport van het Genootschap over de dialoogbijeenkomsten, dat een half jaar na de publicatie van 'Apostelkind' verscheen, bleek dat meerdere deelnemers het genootschap destijds ervoeren als een organisatie met een 'sterk hiërarchisch dictatoriaal leiderschap met als gevolg persoonsverheerlijking van de Apostel' met ' machtsmisbruik' in een 'gesloten systeem' en een 'zwijgcultuur' met 'voorgeschreven richtlijnen' en onveiligheid met risico van uitsluiting. Twee maanden later kwam het genootschap met een erkenning van 'de schaduwzijden van het eigen verleden en de impact van de ideologisch getoonzette opvoeding in de jaren zeventig en tachtig'. Het genootschap stelde 'volledig transparant' te willen zijn over het proces, de impact van het verleden te willen onderzoeken, en misstanden in de toekomst te willen voorkomen.
Het Apostolisch Genootschap heeft eind 2020, naar aanleiding van gesprekken die gevoerd werden met leden en oud-leden over het boek, publiekelijk excuses gemaakt 'aan iedereen die miskenning, beknelling en emotionele pijn ervaren heeft door de destijds heersende organisatiecultuur' en heeft hiervoor een onafhankelijk meldpunt opgericht.

### Proefschrift
Frederique Demeijer, antropoloog, verwijst in haar in december 2020 uitgekomen proefschrift over het Apostolisch Genootschap regelmatig naar het boek van Doorenspleet. In een kranteninterview beschrijft ze het boek Apostelkind als een autobiografie, typerend voor de oudere leden van (volgens FD) de pragmatische generatie omdat het genootschap erg uit de pas liep met de maatschappelijke context.